# Melampyrum velebiticum
Melampyrum velebiticum är en snyltrotsväxtart som beskrevs av Borbás. Melampyrum velebiticum ingår i släktet kovaller, och familjen snyltrotsväxter. Inga underarter finns listade i Catalogue of Life.